# Margot Friedländerová
Margot Friedländerová, rozená Bendheimová (5. listopadu 1921 Kreuzberg – 9. května 2025 Berlín) byla německá řečnice a přeživší holokaustu.

## Život
Margot Bendheimová se narodila 5. listopadu 1921 v Kreuzbergu, městské části Berlína, kde strávila i začátek druhé světové války. Rodina plánovala úprk ze země, ale v roce 1943 jejího bratra zatklo gestapo. Její matka se tehdy gestapu postavila a za to společně se synem skončila v Osvětimi, kde oba zemřeli.
Margot Bendheimová se před gestapem skrývala, ale v roce 1944 byla odhalena a následně nacisty poslaná do československého Terezína. V táboře se setkala se svým budoucím manželem Adolfem. Po osvobození Terezína se v červnu 1945 vzali. V roce 1946 emigrovali do Spojených států amerických, kde žila Adolfova sestra. Její manžel zemřel v roce 1997.
Do rodného města se vrátila až v roce 2003 za doprovodu režiséra Thomase Halaczinského. Ten o ní v roce 2005 natočil film nazvaný Don’t call it Heimweh. Dále se věnovala aktivismu, řečnictví, vyprávění svého životního příběhu a vzdělávání mladých. Později za svou práci získala několik ocenění.
Dne 5. listopadu 2021 oslavila své sté narozeniny. Německý prezident Frank-Walter Steinmeier jí poblahopřál a označil ji za „neúnavnou bojovnici proti nenávisti, vyloučení a krajně pravicovému extremismu“.
Zemřela 9. května 2025 v Berlíně, ve stejný den, kdy měla obdržet německý Řád za zásluhy.